# Symphonie no 54 de Joseph Haydn

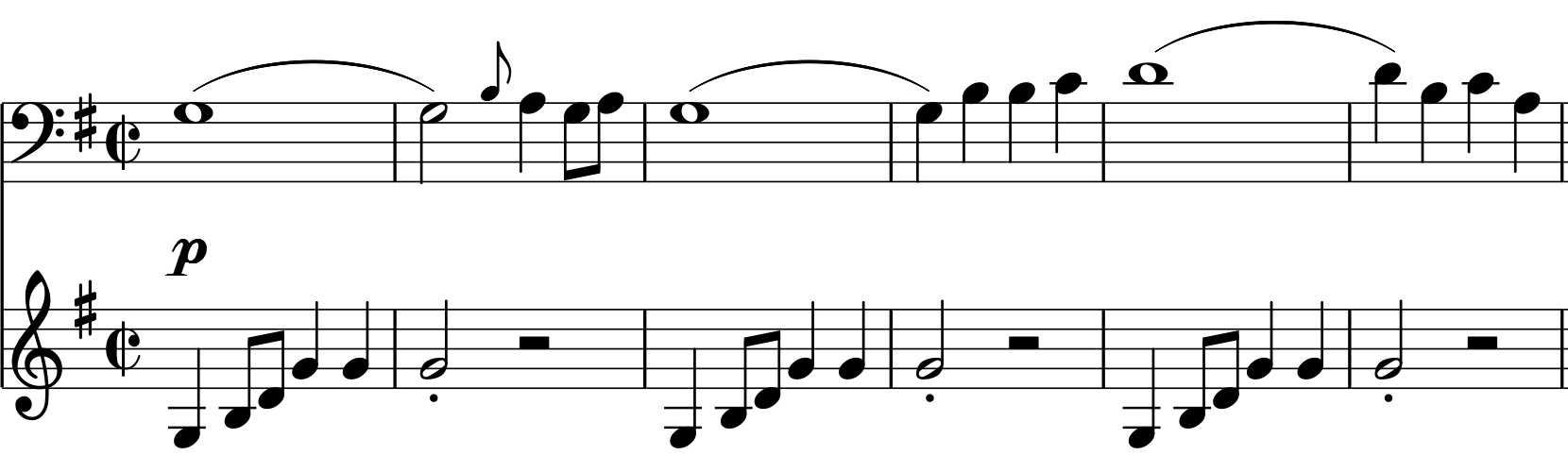
Partition

La Symphonie no 54 de Joseph Haydn en sol majeur Hob.54 est une symphonie du compositeur autrichien Joseph Haydn. Composée en 1774, elle comporte quatre mouvements.

## Analyse de l'œuvre
1. Adagio maestoso - presto
2. Adagio assai
3. Menuet
4. Presto

Durée approximative : 35 minutes.

## Instrumentation
- deux flûtes, deux hautbois, deux bassons, deux cors, deux trompettes, timbales, cordes.